# Semi-voyelle
Semi-consonne
En phonétique et en phonologie, le terme semi-voyelle désigne un type de phone (son) intermédiaire entre consonne et voyelle, qui présente des traits de l'une et de l'autre,,. Autrement dit, ce n'est ni une consonne, ni une voyelle, d'où le nom alternatif de semi-consonne. Une autre définition affirme également ce caractère intermédiaire mais aussi que la semi-voyelle est une voyelle qu'on ne peut prononcer qu'avec une autre voyelle dans une même syllabe. En français, de tels phones sont [j] (par exemple dans les mots pied, fille), [w] (dans oui) et [ɥ] (dans nuit),.
À part cette définition générale, le son appelé semi-voyelle a diverses interprétations du point de vue dont il est considéré : seulement phonétique ou aussi phonologique. Les linguistiques des diverses langues le traitent aussi en fonction des rôles phonologiques qu'il a ou n'a pas dans la langue considérée.
L'interprétation traditionnelle de ce type de son prend en considération plutôt son aspect phonétique que celui phonologique. Dans une interprétation plus nouvelle, le point de vue phonologique est important. Dans celle-ci, certains auteurs considèrent que ce terme est imprécis, par conséquent obsolète, et lui préfèrent le terme anglais glide,. Dans le langage anglais courant, ce mot signifie « glissement » et, en phonétique, il désigne un son de transition produit par les organes articulatoires lorsqu'ils s'approchent ou s'éloignent de l'articulation d'un autre son. À noter cependant que dans la linguistique de l'anglais, certains auteurs considèrent le terme glide dans ce sens, mais aussi comme un synonyme de diphthong, qu'ils définissent comme une voyelle dont l'articulation glisse de celle d'une voyelle à celle d'une autre.

## Approche phonétique
Les phones appelés semi-voyelles ont des caractéristiques d'articulation communes aux voyelles et aux consonnes. Leur structure acoustique est proche de celle de voyelles qui leur correspondent. En français, ce sont [i], [u] et [y]. Dans certaines positions, ils peuvent être prononcés soit comme tels, soit comme les voyelles correspondantes, ex. louer [lwe] en débit rapide vs [lu.e] en débit lent. Le degré d'ouverture de la cavité buccale lors de leur articulation est intermédiaire entre celui de la consonne la plus ouverte et celui de la voyelle la plus fermée. Cela détermine sur le plan acoustique l'absence d'une structure de formants nettement définie, ce qui les distingue des voyelles, et une concentration de l'énergie relativement importante due à l’absence d'obstruction devant l'émission de l'air, ce qui les distingue des consonnes,. Une autre caractéristique qui rapproche ce type de sons des consonnes est qu'ils sont asyllabiques, c'est-à-dire ils ne peuvent pas constituer le noyau d'une syllabe ni, par conséquent, être accentués.
Ce type de son ayant des caractéristiques communes avec celles des consonnes, le terme « semi-voyelle » est considéré par certains auteurs comme synonyme de « semi-consonne »,,.
Il y a aussi des auteurs qui distinguent les semi-consonnes des semi-voyelles, par exemple dans la linguistique de l'italien ou de l'espagnol. Ainsi, un même son pourrait être d'une nature ou de l'autre dans des positions différentes. Si le son précède la voyelle syllabique (le noyau de la syllabe), il serait une semi-consonne, ex. i dans le mot (es) piedra « pierre », mais s'il se trouve après la voyelle syllabique, il serait une semi-voyelle, ex. i dans (es) aire « air ».
D'autres auteurs incluent une partie des sons appelés semi-voyelles, semi-consonnes ou glides parmi les consonnes, celles appelées spirantes. Tel est le cas des sons français mentionnés,.
En fonction des linguistiques des diverses langues et des auteurs, on considère qu'au moins certains groupes formés de ce type de son avec une voyelle dans une même syllabe sont des diphtongues, et avec une voyelle, plus encore un son appelé semi-voyelle – des triphtongues. Ce type de son constitue la/les partie(s) asyllabique(s) de tels groupes. Des détails sur cela sont présentés plus bas, dans les sections traitant de quelques langues.
La transcription phonétique des sons appelés semi-voyelles, semi-consonnes ou glides n'est pas non plus unitaire. Dans la linguistique du français, on les transcrit comme les consonnes spirantes dans l'alphabet phonétique international. Dans la linguistique de l'anglais, il y a plusieurs procédés. Certains auteurs utilisent les signes [j] et [w] lorsqu'ils ne font pas partie de diphtongues, étant considérés comme des consonnes, et aussi dans les diphtongues, tandis que pour les éléments asyllabiques qui ne peuvent pas être des consonnes, ils emploient les signes pour les voyelles correspondantes (ex. [ə]). D'autres emploient [j] et [w] hors diphtongues et les signes pour les voyelles correspondantes en diphtongues : [ɪ] au lieu de [j], [ʊ] au lieu de [w]. D'autres encore les transcrivent avec [j] et [w] hors diphtongues et avec les signes pour les voyelles correspondantes, avec le diacritique ◌̯, en diphtongues ([ɪ̯], [ʊ̯]). Ce dernier procédé est adopté dans la phonétique traditionnelle du roumain, langue dans laquelle de tels phones sont [i̯], [u̯], [e̯] et [o̯].

## Approche phonologique
Selon certains auteurs, les sons appelés semi-voyelles forment une classe à part seulement du point de vue phonétique, mais phonologiquement ce sont des consonnes, puisque leur fonction en syllabe est la même que celle des sons unanimement considérés comme des consonnes, c'est-à-dire ils ne peuvent pas constituer le noyau de syllabe, par conséquent ni être accentués,,.
L'une des questions concernant ce type de sons est de savoir lesquels ne sont jamais des phonèmes mais seulement des allophones (variantes de réalisation) de phonèmes, ainsi que de savoir dans quelles situations ceux qui sont des phonèmes n'ont cependant pas de fonction phonémique. Cette question est liée à celle de savoir si un groupe formé d'un tel son et d'une voyelle dans une même syllabe est une diphtongue ou non, et si les diphtongues sont des phonèmes ou non. Voir ci-après des détails sur ces questions.

## Les sons appelés semi-voyelles dans quelques langues

### En français
En linguistique du français, on considère en général que [w] et [ɥ] sont des allophones des phonèmes vocaliques /u/ et /y/ respectivement. Ils alternent souvent avec ces voyelles dans une famille de mots ou dans la conjugaison:
il loue [lu] – nous louons [lwɔ̃], il tue [ty] – nous tuons [tɥɔ̃].
Il y a des situations où, dans un même mot, les séquences [w] + voyelle et [ɥ] + voyelle (en synérèse) peuvent être prononcées [u] + voyelle et [y] + voyelle (en diérèse):
louer – [lwe] ou [lu.e], buée [bɥe] ou [by.e].
[j] aussi peut avoir le même statut que [w] et [ɥ], c'est-à-dire :
- alterner avec [i] : il lie [li] – nous lions [ljɔ̃] ;
- passer à [i] en diérèse : lion [ljɔ̃] ou [li.ɔ̃].

Selon certains ouvrages français, comme Grevisse et Goosse 2007, en français il n'y a ni diphtongues ni triphtongues.

### En anglais
Dans la linguistique de cette langue, il y a diverses opinions divergentes sur les glides.
Rogers 2003, par exemple, prend en compte les sons /j/ (ex. dans yes « oui ») et /w/ (dans anyway « de toute façon ») comme des phonèmes consonantiques en début de syllabe. Elles se prononcent de la même façon en tant que parties asyllabiques de cinq diphtongues, dans la variété standard de l'anglais britannique. Dans cette situation, il ne les considère pas comme phonémiques, mais ce sont les diphtongues en cause qu'il prend en compte comme des phonèmes vocaliques : /ej/ (dans say « dire »), /əw/ (dans tone « ton »), /aj/ (dans dine « dîner »), /aw/ (dans down « en bas ») et /ɔj/ (dans coin « pièce de monnaie »). À ceux-ci, il ajoute trois autres diphtongues phonèmes, dont la partie asyllabique est [ə] : /ɪə/ (dans idea « idée »), /ɛə/ (dans Sarah) et /ʊə/ (dans jury). En même temps, il considère que, en principe, toute voyelle peut devenir partie asyllabique de diphtongue (ex. [ja], [wɛ], [ɛw]), mais ne compte parmi les phonèmes que les huit précédentes. Par ailleurs, il appelle « glides » les parties asyllabiques des diphtongues, mais il utilise ce terme comme synonyme de « diphtongue » aussi.
Concernant l'anglais britannique standard, Zsiga 2013 appelle « glides » les sons /j/ et /w/, en les considérant comme des phonèmes consonnes dans des mots comme you « toi, vous » et well « bien ». Ce sont aussi des parties asyllabiques avec des voyelles syllabiques dans une même syllabe. Du point de vue phonologique, pour cette auteure, ces parties asyllabiques sont parfois contrastives et d'autres fois non. Elles sont contrastives, ayant donc une valeur phonémique, lorsqu'elles créent une opposition avec des monophtongues, en distinguant par elles-mêmes les sens de certains mots, c'est-à-dire en participant à la création de paires minimales. Exemples :
find [faɪnd] « trouver » vs fond [fɒnd] « passionné(e) » ;
found [faʊnd] « trouvé(e)(s) » vs fond ;
soy [sɔɪ] « soja » vs saw [sɔː] « scie ».
Ces parties asyllabiques n'ont pas de valeur phonémique si elles ne créent pas de telles oppositions. En conséquence, Zsiga 2013 considère que seuls [aɪ], [aʊ] et [ɔɪ] sont de vrais diphtongues, sans toutefois les traiter comme des phonèmes. D'autres successions voyelle + glide ne sont pour elle que des voyelles diphtonguées.

### En italien
Dans la phonétique traditionnelle de cette langue, on considère que les voyelles /i/ et /u/ deviennent des semi-consonnes quand elles sont atones et suivies d'une voyelle, c'est-à-dire dans des diphtongues ascendantes (ex. dans piede « pied » et dans guerra « guerre »), et des semi-voyelles quand elles sont également atones et précédées d'une voyelle, dans des diphtongues descendantes : mai « jamais », auto.
Selon Dubois 2002, en italien, /j/ est un phonème en début de syllabe, étant donné qu'il existe une paire minimale comme iato « hiatus » vs lato « côté », mais allophone de la voyelle /i/ en fin de syllabe, ex. mai « jamais ». Dans ce mot, elle peut être prononcée [j], formant ainsi la diphtongue [aj], quand elle n'est pas suivie d'une pause (dans la parole à débit rapide), ou [i], en syllabe à part, devant une pause (dans la parole lente),.

### En espagnol
Naroumov 2001 aborde du point de vue phonologique la différence entre semi-voyelle et semi-consonne en espagnol. Ainsi, dans cette langue, il y a deux phonèmes qui se réalisent comme des semi-consonnes ou comme des semi-voyelles.
Le phonème /j/ se réalise :
- comme la semi-consonne [j], à l'intérieur de certains mots, entre voyelles ou après une consonne : suyo [ˈsujo] « le sien », viene [ˈvjene] « il/elle vient » ;
- comme la semi-voyelle [i̯], après une voyelle: soy [soi̯] « je suis », veinte [ˈbei̯nte] « vingt ».

Ce phonème se réalise aussi comme une consonne affriquée palatale voisée ([ɟ͡ʝ]), après [ɲ] et après [ʎ] : enjugar [eɲɟ͡ʝuˈgar] « essuyer », el hielo [eʎˈɟ͡ʝelo] « la glace ».
Le phonème /w/ se réalise :
- comme la semi-consonne [w], en début de mot et à l'intérieur de certains mots, devant une voyelle : huevo [ˈweβo] « œuf », ahuecar [aweˈkar] « évider » ;
- comme la semi-voyelle [u̯], après une voyelle : deuda [ˈdeu̯da] « dette ».

### En roumain
En phonétique traditionnelle du roumain, on appelle semi-voyelles ou, plus rarement, semi-consonnes, les sons transcrits phonétiquement [i̯] (dans iarbă « herbe »), [u̯] (dans rouă « rosée »), [e̯] (dans seară « soir ») et [o̯] (dans doagă « douve (de tonneau) »). On considère que toutes correspondent à des voyelles et qu'elles peuvent être prononcées seulement associées à une voyelle dans des diphtongues et des triphtongues qui, par conséquent, peuvent se trouver dans n'importe quelle position.
Traditionnellement, ce type de son ou bien n'est pas traité du point de vue phonologique, ou bien la phonologie intervient pour considérer ces sons comme des allophones des phonèmes vocaliques correspondants, /i/, /u/, /e/, respectivement /o/. Dans une autre opinion, [i̯] et [u̯] sont des phonèmes consonantiques (/j/ et /w/), et [e̯] et [o̯] des phonèmes semi-vocaliques (/e̯/ et /o̯/).
Dans une conception tout à fait différente, le roumain compterait parmi les phonèmes /j/ et /w/, appelés « glides », [e̯] et [o̯] étant seulement les parties asyllabiques de deux diphtongues, /e̯a/ et /o̯a/, elles-mêmes considérées comme des phonèmes vocaliques. À part celles-ci, aucune combinaison de glide et de voyelle ne serait une diphtongue.

## Autres emplois non phonémiques
Les sons appelés semi-voyelles peuvent encore avoir, dans diverses langues, le rôle non phonémique de liaison entre autres sons, par exemple pour éviter l'hiatus,.
Le français standard recommande la prononciation en diérèse, c'est-à-dire avec un hiatus, de mots comme oublier [ubliˈe] ou pays [peˈi] mais permet d'éviter l'hiatus par l'insertion de [j] : [ubliˈje], [peˈji].
En roumain, dans les mots anciens, on élimine en général l'hiatus par insertion de [j] après /i/ et de [w] devant /u/, ex. laudă [ˈla.wu.də] « louange », vie [ˈvi.je] « vignoble ». Au contact entre mots, il y a des cas d'élimination obligatoire et d'autres, d'élimination facultative de l'hiatus par des sons appelés semi-voyelles. Entre certains pronoms personnels conjoints et les formes monosyllabiques du verbe auxiliaire avea  « avoir », l'hiatus est obligatoirement éliminé par l'élément asyllabique de diphtongues ou de triphtongues, ex. ți-am spus « je t'ai dit », duce-le-aș « je les emporterais », te-am întrebat « je t'ai demandé » (te complément d'objet direct), ne-ai povestit « tu nous as raconté » (ne complément d'objet indirect), te-ai întoarce « tu retournerais » (te pronom réfléchi). Par le même procédé, on évite facultativement l'hiatus dans la parole rapide, entre clitiques et mots à sens lexical, par sinérèse, ex. de atunci [de.aˈtunt͡ʃʲ] → de-atunci [de̯aˈtunt͡ʃʲ] « depuis lors », pe aici [pe.aˈjit͡ʃʲ] → pe-aici [pe̯aˈjit͡ʃʲ] « par ici », îmi pare o poveste [ɨmʲˈpa.re.o.poˈveste] → îmi pare-o poveste [ɨmʲˈpa.re̯o.poˈveste] « cela me semble être un conte ».
Dans certaines langues, comme BCMS) ou le hongrois, dont la linguistique ne prend pas en compte des diphtongues ni des semi-voyelles, mais qui ont /j/, considéré comme un phonème consonne, celui-ci sert tout de même dans certains cas à éviter l'hiatus. En BCMS, l'écriture le rend dans certains cas, mais non dans d'autres :
- Il est écrit dans des emprunts relativement récents, comme filozofija, orijent, trijumf.
- Il n'est pas rendu par l'écriture dans des mots anciens, entre /i/ et /o/, ex. bio [ˈbi.jo] « été » (participe actif).

En hongrois, il n'est jamais écrit mais s'entend dans des mots comme dió [ˈdi.joː] « noix », fiú [ˈfi.juː] « garçon », tea [ˈte.ja] « thé ».
En phonétique de l'anglais, on considère que les glides servent aussi de sons de transition entre une consonne et une voyelle, par exemple [j] dans le mot tune [tjuːn] « air, chanson », sans que dans certains ouvrages, les successions consonne + glide + voyelle soient vues comme contenant une diphtongue. En revanche, dans d'autres ouvrages, concernant d'autres langues, on les considère comme tels.